# Мейс, Сесил Алек
Сесил Алек Мейс (1894—1971) — британский философ и психолог.
Он опроверг представление  о деньгах как об основной мотивации к работе. Мейс утверждал, что люди имеют "волю к работе". В 1935 г. он провел первые опытные исследования постановки целей.

## Литературные работы
Sibylla; or, the Revival of Prophecy. 	1926
A Manual of Psychology	1929
The psychology of study, etc.	1932.
The Principles of Logic. An introductory survey. 	1933
Supernormal Faculty and the Structure of the Mind.	1937
Current Trends in British Psychology. Edited by C. A. Mace and P. E. Vernon. 1953
The Psychological Approach to Scientific Management - can this be applied in the home?	1954
British Philosophy in the Mid-Century. A Cambridge symposium. Edited by C. A. Mace. 	1957
Selected papers. 	1973.
- Mace, Cecil Alec. The psychology of study (неопр.). — London: Methuen & Co. Ltd.[англ.], 1932. — С. viii, 96.